# Granary Lake
Granary Lake  är en sjö i Algoma District i provinsen Ontario i den sydöstra delen av Kanada. Granary Lake ligger 181 meter över havet. Sjöns huvudsakliga tillflöde är Crooked Creek i öster. Utloppet i sydväst heter Granary Creek. Vattnet rinner en kort sträcka till Lake Duborne.